# Ectolopha obsoletipicta
Ectolopha obsoletipicta är en fjärilsart som beskrevs av Embrik Strand 1921. Ectolopha obsoletipicta ingår i släktet Ectolopha och familjen nattflyn. Inga underarter finns listade i Catalogue of Life.